# کونتاور
کونتاور (به لاتین: Kuntaur) یک منطقهٔ مسکونی در گامبیا است که در Central River Division واقع شده‌است.